# Antonov An-22
Pour les articles homonymes, voir AN-22 (homonymie).
Dimensions
L'Antonov An-22 Antée (en russe : « Антей », en ukrainien : « Антей » signifiant « Antée »), désigné par l'OTAN « Cock », est un avion cargo quadri-turbopropulseur d'origine soviétique.

## Origine
L'Antonov An-12, qui effectua son premier vol le 16 octobre 1957, ne pouvait enlever qu'une charge utile de 16 tonnes, ce qui posait un problème à l'Armée rouge. Le char T-54 pesant 36 tonnes, son transport à travers le vaste territoire de l'URSS restait un problème. Dès 1958, l'OKB-473 dirigé par Oleg Konstantinovitch Antonov reçut donc l'ordre de développer un avion plus gros. Désigné An-20, le futur appareil devait donc se présenter comme une version agrandie de l'An-12, utilisant le plus puissant turbomoteur disponible, le Kouznetsov NK-12M, développé pour le bombardier stratégique Tupolev Tu-95, entraînant des hélices quadripales contrarotatives. Dans la tradition des avions de transport militaires russes, deux canons NR-35-AO-9 de 23 mm étaient installés dans la pointe arrière du fuselage, non pressurisée puisque l'appareil ne devait pas voler à plus de 6 000 m d'altitude.
Or, en 1960, la compagnie aérienne Aeroflot, confrontée à des demandes croissantes de transport de charges lourdes nécessaires au développement de la Sibérie et de l'Extrême-Orient soviétique, émit une fiche technique pour un avion cargo pouvant transporter 50 tonnes sur 3 500 km, nécessaire à son exploitation. Une performance rendue possible par l’apparition du Kuznetsov NK12MA de 15 000 ch.
Par décision no 1117-465 du Soviet suprême datée du 13 octobre 1960, les besoins des V-TA, élément de transport aérien de l'Armée rouge, et d'Aeroflot furent combinés, et le 9 novembre 1960 fut commandée une série d'environ 100 exemplaires. La combinaison des deux projets entraînant quelques modifications, le futur appareil fut donc rebaptisé An-22.

## Développement
L'appareil fut conçu pour transporter des unités d'assaut aéroportées (jusqu'à 150 soldats et des conteneurs séparés pesant jusqu'à 15 tonnes), des unités terrestres (jusqu'à 295 soldats), des missiles de croisière ou balistiques (par ex. des éléments de l'énorme missile UR-500), et des blindés en tous genres, parmi lesquels on devait trouver essentiellement des chars T-54 et T-10M. Il devait également être capable d'utiliser des terrains d'aviation peu ou pas préparés, afin de se rapprocher le plus possible de la destination finale de son imposant chargement. L'acheminement final du matériel aurait dû être assuré par les hélicoptères V-12, alors en cours de développement par le bureau Mil. La structure de ces hélicoptères aurait dû être conçue pour pouvoir enlever de telles charges, mais le sort en décida autrement : Le projet V-12 avait déjà trois ans de retard sur le plan prévu et il fut finalement abandonné. Heureusement, cela ne mit pas fin au projet de l'Antonov, dont une maquette fut présentée dès le 12 octobre 1961. Il avait des dispositions pour l'installation de missiles air-air défensifs et un radar Initsiativa-2, à la place du système de protection par brouillage passif en secteur frontal, tel qu'il fut envisagé six mois plus tôt. Plus tard, il fut décidé de protéger l'appareil par l'installation du tourelles radar actives de 45 mm.
Le comité ayant construit la maquette, dirigé par Marshal N.S. Skripko, termina son travail en novembre 1961, concluant que les paramètres techniques et de vol de l'appareil correspondaient globalement bien aux requêtes du conseil des ministres de l'URSS. Le comité statua également que l'emploi des moteurs du Tu-95 (les énormes Kouznetsov NK-12MV) rendraient la course de décollage exagérément longue et imposerait de construire des aérodromes trop grands. Le programme de tests, dont le démarrage était initialement prévu pour 1963, fut reporté de presque deux ans en raison de problèmes techniques non résolus par l'industrie.
Le bureau de conception estima que le poids global des armes défensives et du système de navigation et de ciblage Kupol-22 atteindrait les 4 000 kg. Au même moment, il fut déterminé que la distance franchissable par l'avion, décollant avec une surcharge à 192 tonnes, n'excéderait pas 8 370 km, au lieu des 9 500 à 10 000 km initialement attendus avec une charge utile non-militaire de dix tonnes. La principale source de poids pouvant alors être sacrifiée provenait des armes défensives et d'une partie de l'avionique. Le problème fut discuté au comité central du Parti communiste au cours de l'été 1964. Le bureau de conception termina la construction de la structure du premier prototype le 22 avril 1963. Le ministre de l'industrie aéronautique P.V. Dementyev, qui visita le bureau trois mois plus tard, pressa le mouvement et demanda que l'appareil tout entier soit terminé le plus rapidement possible, en coopération avec l'usine de Tachkent.

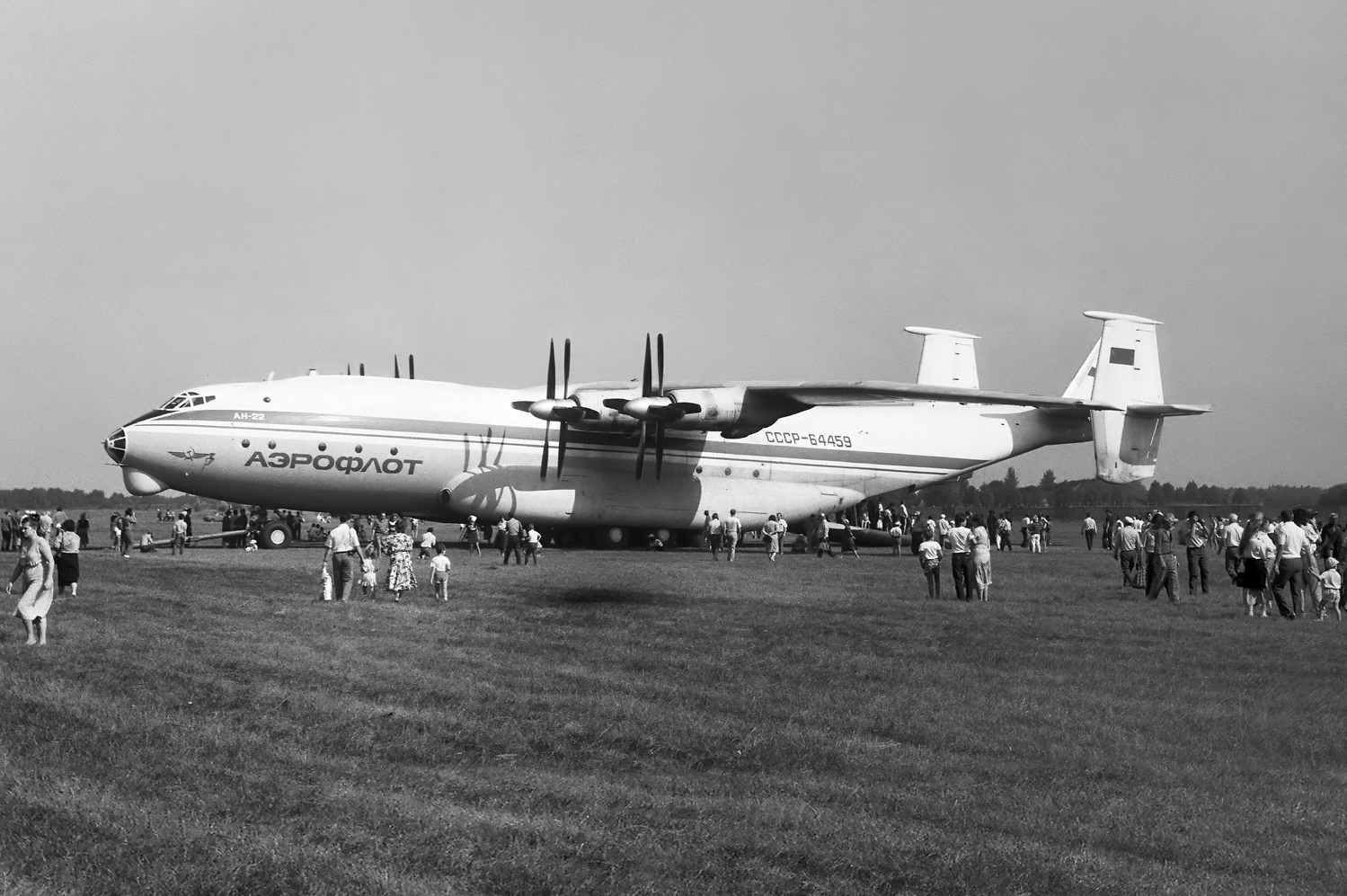
Un Antonov An-22PZ aux couleurs de l'Aeroflot à Hostomel (UKKM). Il s'agit du premier prototype de cet avion.

Dessiné autour d'une soute non pressurisée de 4 m de large et 4,4 m de haut pour une longueur de 33,4 m, à l'avant de laquelle on trouvait une section pressurisée pour 29 passagers, l'An-22 devait se présenter comme un monoplan à aile haute de moyen allongement dont les panneaux externes étaient affectés d'un fort dièdre négatif. Grâce à une très importante hypersustentation et à la puissance des turbopropulseurs Kuznetsov NK12MA de 15 000 ch, l'An-22 pouvait décoller en 1 400 m, distance remarquable pour un avion pesant 250 tonnes à pleine charge. Le train d'atterrissage comportait 14 roues, dont il était possible de faire varier la pression en vol grâce à un système de télégonflage, ce qui permettait de se poser ou décoller de pratiquement n'importe quelle surface. Le train principal, trois diabolos de chaque côté, s'escamotait dans de long carénages latéraux et l'empennage comportait deux dérives de très grande taille, mais le poste de mitrailleur arrière avait disparu.
Mis en chantier fin 1961 et achevé à Kiev le 18 août 1964, le prototype [CCCP-46191, c/n 01-01] effectua son premier vol le 27 février 1965, piloté par un équipage dirigé par Yu. Kurlin. Il décolla de l'aérodrome de Svyatoshino, à Kiev, vola une heure et six minutes, et atterrit à la base militaire d'Uzin, à partir de laquelle il continua ses tests. Son arrivée au Bourget le 16 juin 1965 fut une surprise considérable. Le prototype fut indiscutablement la grande vedette du Salon du Bourget. C'était alors le plus gros avion au monde, un titre qu'il conservera jusqu'à l’apparition du Lockheed C-5A Galaxy, en 1968.

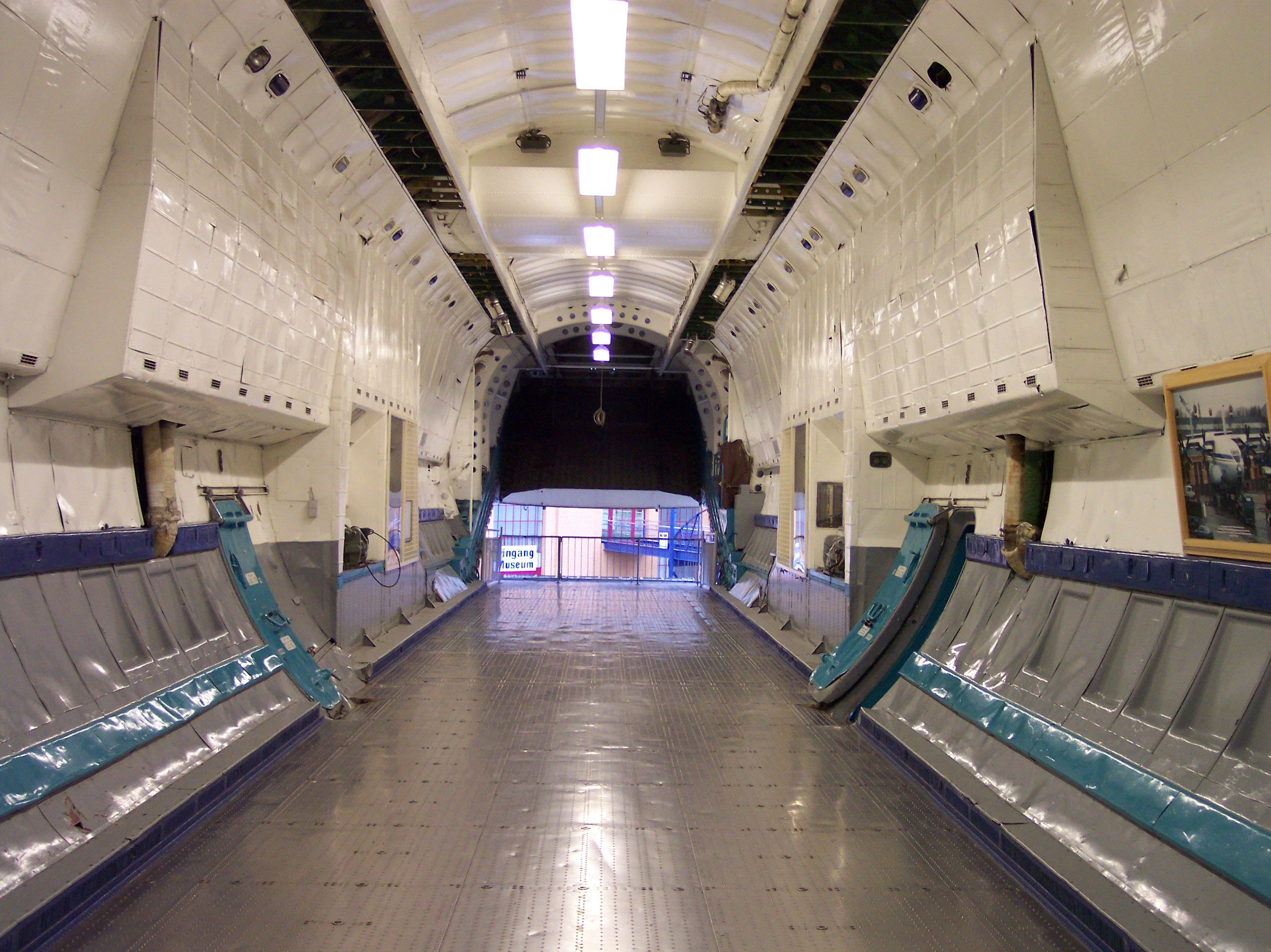
Vue de l'intérieur de la soute de l'appareil.

Six prototypes seulement furent construits à Kiev : Le [CCCP-46191, c/n 01-02], un appareil destiné aux essais statiques, le [CCCP-56391, c/n 01-03], qui effectua son premier vol le 27 janvier 1966 et fut présenté à son tour au Bourget en 1967, et deux appareils militaires [c/n 01-04 et -05]. L'An-22 no 01-03 fut très sollicité en 1967, puisqu'il participa, avec deux autres quadrimoteurs, à la parade aérienne de Domodiedove le 9 juillet et assurera le transport du vaisseau spatial Vostok.

## Production
Le 10 juin 1965 fut prise la décision de lancer la production, à l'usine de Tachkent, ou 7 avions furent assemblés en 1966/67. Présenté en 1969 au Bourget comme premier avion de série, le CCCP-67691 se distinguait par l'apparition d'un radar monté dans le carénage du train tribord. À partir de 1970, les appareils reçurent un radar de nez et un autre sous la pointe avant du fuselage. 66 appareils furent produits à Tachkent :
- 44 An-22, version de base ;
- 22 An-22A, version modernisée apparue en 1972.

Un certain nombre d'An-22 « de base » furent portés au nouveau standard, devenant ainsi des An-22(A), et le dernier An-22 sortit d'usine en janvier 1976.

## Des records

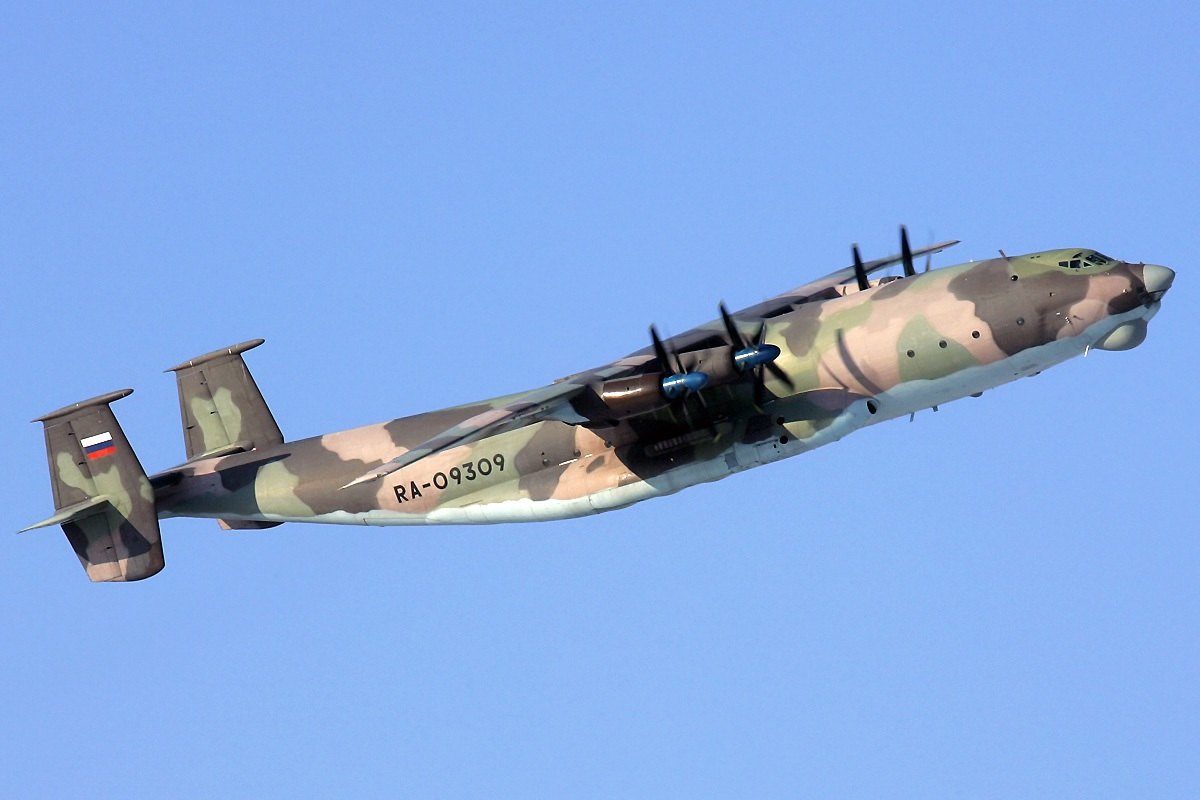
Un An-22 des forces aériennes russes (c/n 043481250). Il est ici doté d'un camouflage.

Purement dans le style soviétique, l’An-22 fit la démonstration de ses capacités en s'attribuant 27 records internationaux avec charge :
- Le 27 octobre 1966 le [CCCP-56391], piloté par I. Davydov, atteignit l’altitude record de 6 600 m avec 88 103 kg de charge, pulvérisant tous les records d'altitude avec charge de 35 à 75 tonnes et celui de la plus lourde charge à 2 000 m : 88 103 kg (précédent record 34,6 tonnes pour le Douglas C-133) ;
- Le 26 octobre 1967, sur un autre prototype, I. Davydov a atteint 7 848 m avec charge de 100 tonnes, portant à cette altitude les records pour charge de 35 à 95 tonnes et établissant un nouveau record de charge à 2 000 m : 114 000 kg ;
- Le 19 février 1972 Marina Popovich, femme du cosmonaute Pavel Popovich, porta les records de vitesse avec charge de 30 à 50 tonnes sur 2 000 km à 580 km/h ;
- Le 21 octobre 1974 S. Dedoukh a couvert 5 000 km en circuit fermé avec 30 tonnes de charge à 597,283 km/h ;
- Le 21 octobre 1974 toujours Tomonov a parcouru 5 000 km en circuit fermé avec une charge de 35 tonnes à 588,639 km/h ;
- Le 17 avril 1975 enfin le record de vitesse sur 5 000 km avec 40 tonnes de charge a été porté à 584,042 km/h par G.Pakilev.

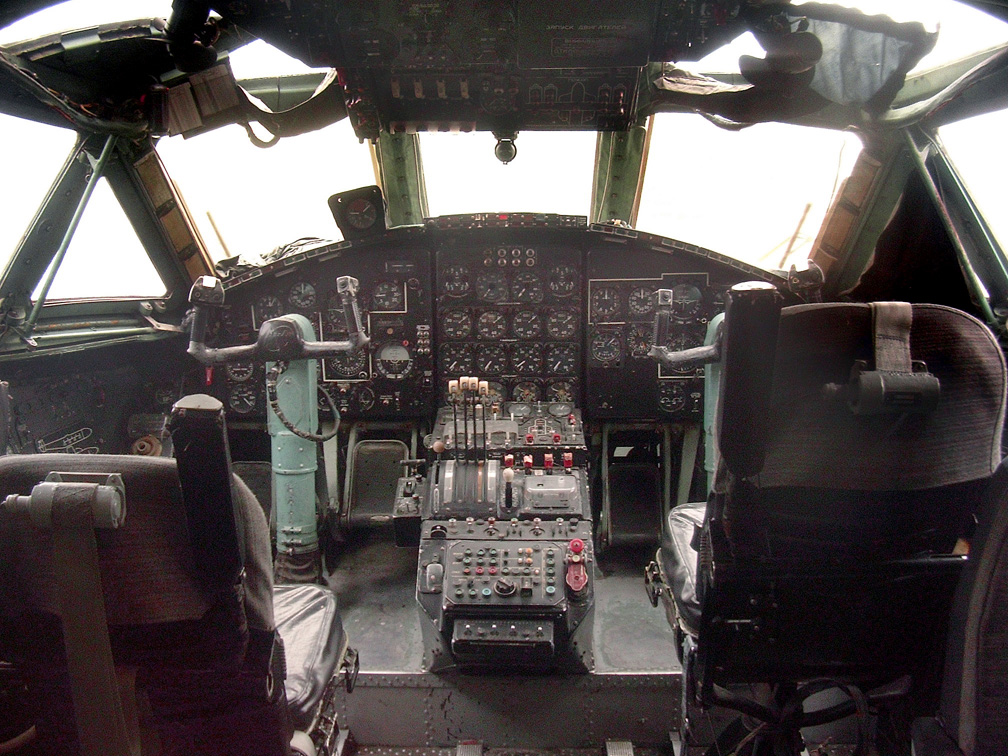
Vue de l'intérieur du poste de pilotage.

Il s'agit du plus lourd appareil à turbopropulseurs ayant jamais été construit. Le record de taille appartient cependant à un autre avion russe, le Tupolev Tu-114 (dérivé du bombardier Tu-95 Bear), qui reste également à ce jour l'appareil à turbopropulseurs le plus rapide du monde (870 km/h).

## Des projets
Au Salon du Bourget de 1965, les Soviétiques avaient exposé un projet civil, version allongée de 15 m avec fuselage à deux ponts réunis par 6 escaliers et aménagé pour 301 passagers en bas et 423 en haut. Le marché du transport aérien n'était pas prêt et aucune infrastructure aéroportuaire n'aurait pu accepter un tel géant au début des années 1970. Ce projet ne dépassa donc pas le stade de la planche à dessin, pas plus qu'une version « Airbus » pour 300 à 350 passagers et 30 tonnes de fret envisagée au début des années 1970. À titre comparatif, il faut se rappeler qu'un Boeing 747 transporte entre 400 et 500 passagers selon les versions et l'aménagement.

## En opérations

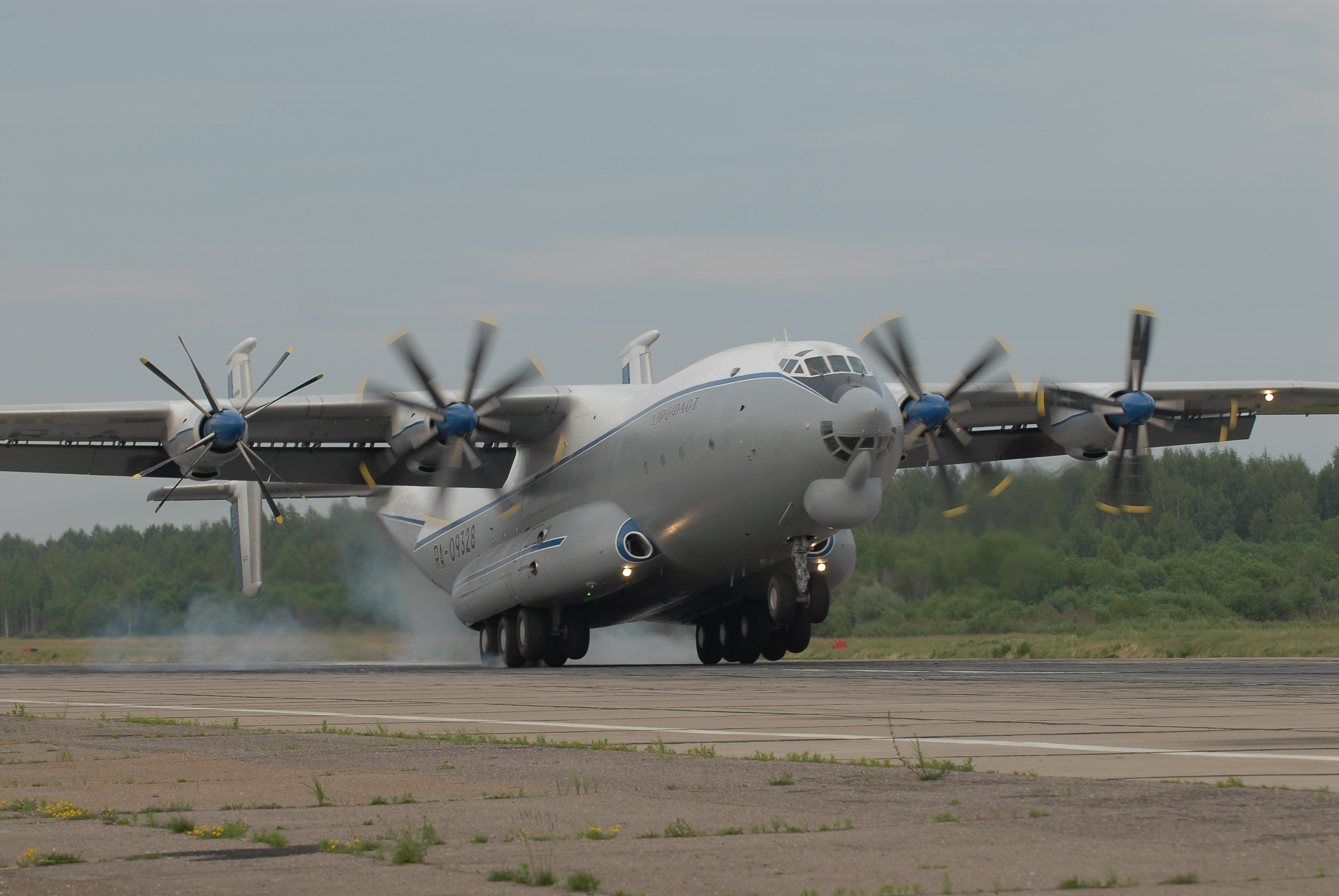
Un An-22 à l'atterrissage. Le moteur no 4 est à l'arrêt et ses hélices sont en drapeau.

On sait aujourd'hui que cette flotte était utilisée conjointement par Aeroflot et une unité spéciale des V-TA, le 12 VTAD.
- Aeroflot fit, jusqu’à l'arrivée de l'Iliouchine Il-76, un très large usage de l'An-22 dans les zones en cours de développement de Sibérie, l'Antée pouvant se contenter de pistes sommairement aménagées. En juillet 1970, quatre appareils aux couleurs d'Aeroflot [CCCP-09302/3/4/6] furent chargés d'acheminer au Pérou une aide d'urgence, pour ce pays frappé par un violent séisme. Un appareil fut perdu en mer peu auprès le décollage de Keflavik. On vit également régulièrement des An-22 aux couleurs d'Aeroflot effectuer des transports de matériel sensible vers l'Afrique, leur statut civil facilitant l'obtention de droits de survol ou donnant plus facilement accès à des aéroports civils.
- Unité autonome, le 12 VTAD se composait de deux régiments stationnés en Ukraine, le 8 VTAP basé à Migalovo (Tver) et le 81 VTAP basé à Ivanovo (Sevemyy). Les V-TA utilisèrent essentiellement l'An-22 pour le transport des chars T-54 et T-62. Baptisé « Cock » par l'OTAN, cet avion fut utilisé officiellement par l'aviation militaire russe jusqu'au 16 avril 2000, la relève étant assurée par l'Antonov An-124 dont l'usage sur pistes peu préparées est cependant bien plus limité (distance de décollage bien plus longue, réacteurs plus exposés, train moins efficace sur mauvais terrain). Trois ans plus tard, la plupart des appareils encore en état de vol attendaient à Tver d'éventuels acquéreurs.
- 8 avions ont été perdus en exploitation.
- En 1993, le bureau d'études Antonov, disposant d’appareils stockés à Kiev-Hostomel, reconditionna un An-22 (UR-09307) dont la résistance plancher fut portée de 2,5 à 5 kg/cm2, avec l'espoir de nouveaux débouchés commerciaux. Par manque d'acheteurs, cet avion est toujours exploité par Antonov Airlines, mis à la disposition d'affréteurs pour des transports spéciaux (réacteurs, avions, machines-outils…). Cet appareil a été vu sur de nombreux aéroports européens, comme Manchester, Madrid, Luxemburg, Zurich, Stockholm ou Lille. Il est également utilisé en location par les armées européennes, pour le transport de matériel vers les opérations extérieures sur des terrains peu préparés non accessibles aux Il-76 et An-124 également employés. L'An-22 a également été utilisé pour le transport de véhicules sur le rallye Paris-Dakar. Il a subi des dégâts lors de la bataille de l'aéroport de Hostomel en mars 2022[4].

## Accidents et incidents mortels
| Date             | Lieu             | Type   | Numéro de série Immatriculation | Opérateur                 | Commentaires                                                | Nombre de victimes      |
| ---------------- | ---------------- | ------ | ------------------------------- | ------------------------- | ----------------------------------------------------------- | ----------------------- |
| 18 juillet 1970  | Océan Atlantique | An-22  | 00340207 (CCCP-09303)           | Armée de l'air soviétique | Raisons inconnues.                                          | 23 morts                |
| 19 décembre 1970 | Panagarh         | An-22  | 9340205 (CCCP-09305)            | Armée de l'air soviétique | Destruction d'un moteur, l'atterrissage d'urgence fut raté. | 17 morts                |
| 21 décembre 1976 | Seshcha          | An-22A | 03340501 (CCCP-09318)           | Armée de l'air soviétique | Décrochage à cause d'un virage trop serré.                  | 7 morts                 |
| 2 juin 1980      | Vnoukovo         | An-22A | 043481251 (CCCP-09311)          | Armée de l'air soviétique | Incendie à bord puis tentative d'atterrissage d'urgence.    | 3 morts                 |
| 11 novembre 1992 | Tver             | An-22A | 053483299 (CCCP-09303)          | Armée de l'air russe      | Surcharge puis perte de contrôle.                           | 33 morts                |
| 18 janvier 1994  | Tver             | An-22  | 02340408 (RA-09331)             | Armée de l'air russe      | Givre.                                                      | 7 morts et 3 survivants |
| 28 décembre 2010 | Krasny Oktyabr   | An-22A | 043482272 (RA-09343)            | Armée de l'air russe      | ?                                                           | 12 morts                |

## Galerie de photographies

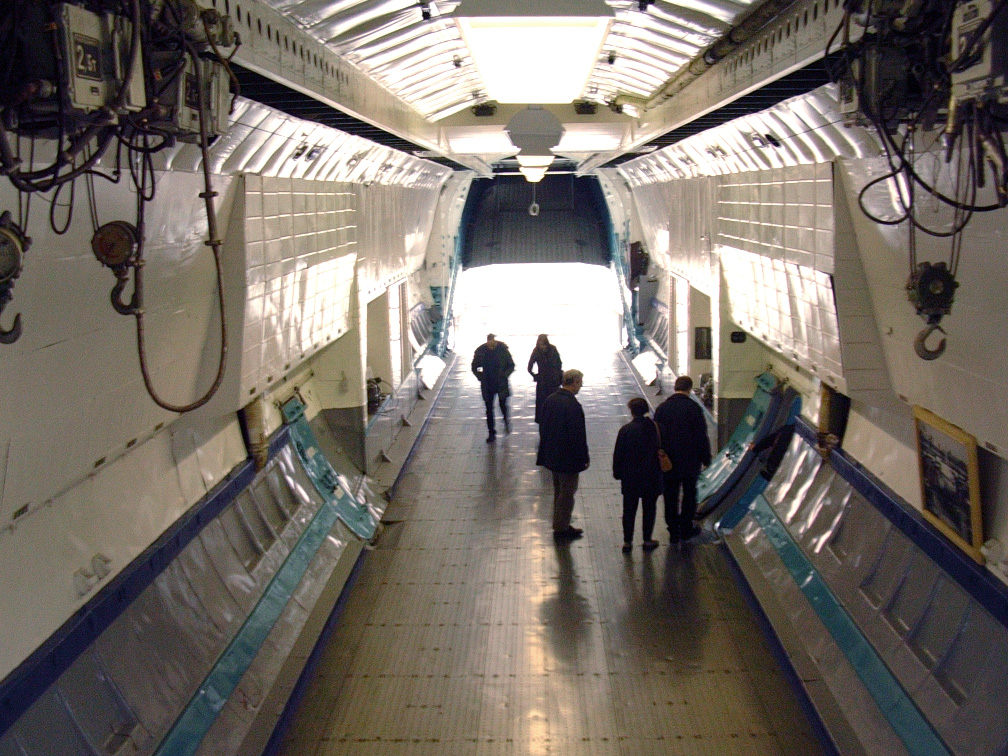
La soute de l'An-22, visible ici dans un musée allemand, à Spire.
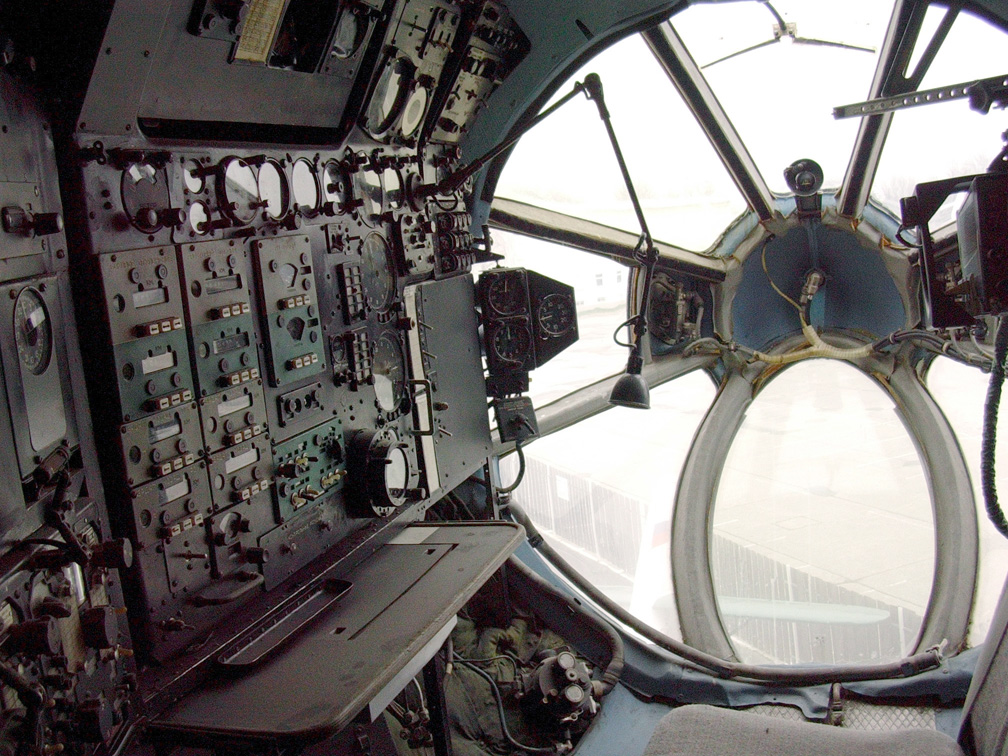
Un poste de navigation digne de celui d'un bombardier de la Seconde Guerre mondiale.
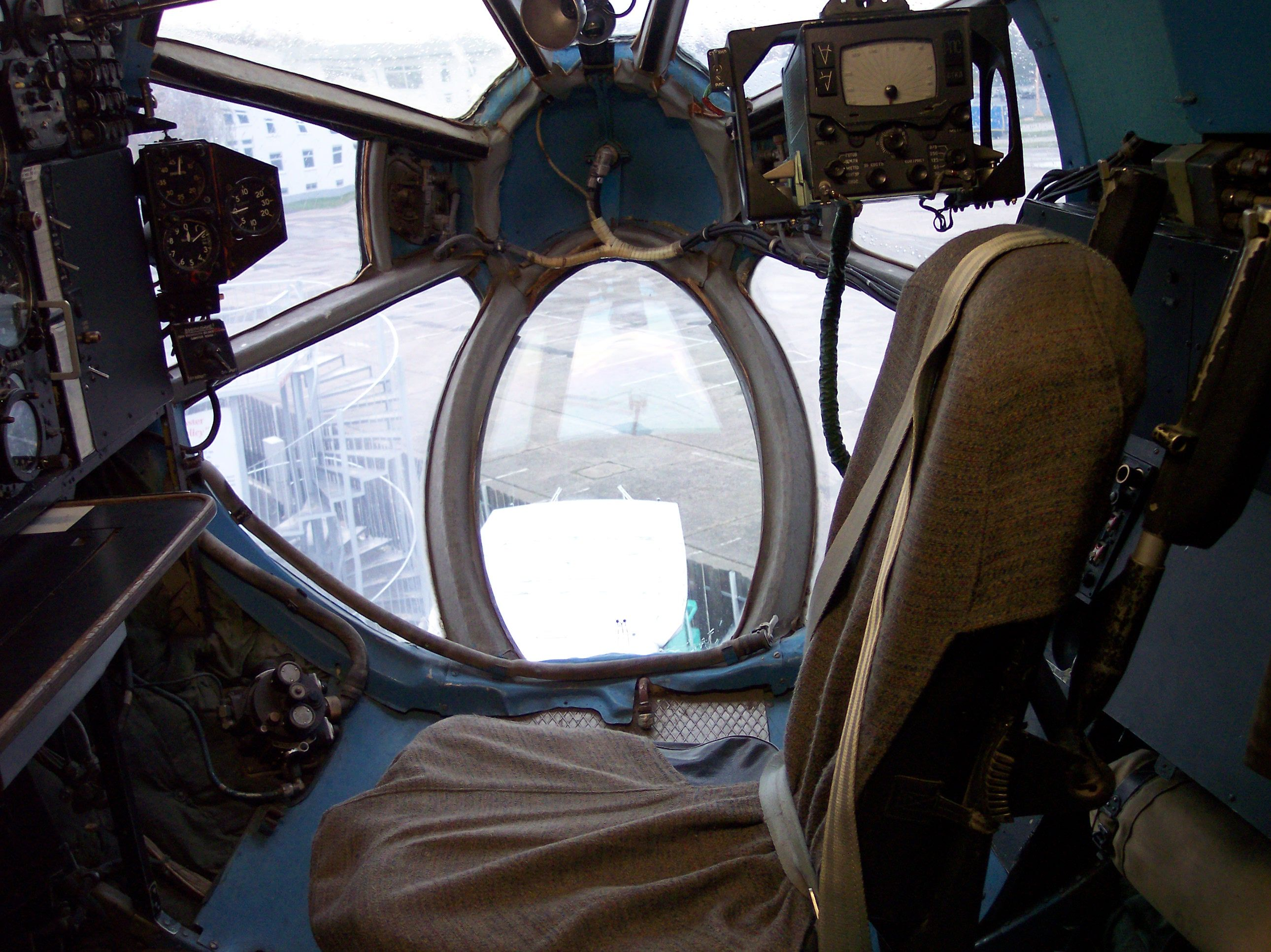
Intérieur du poste de navigation.
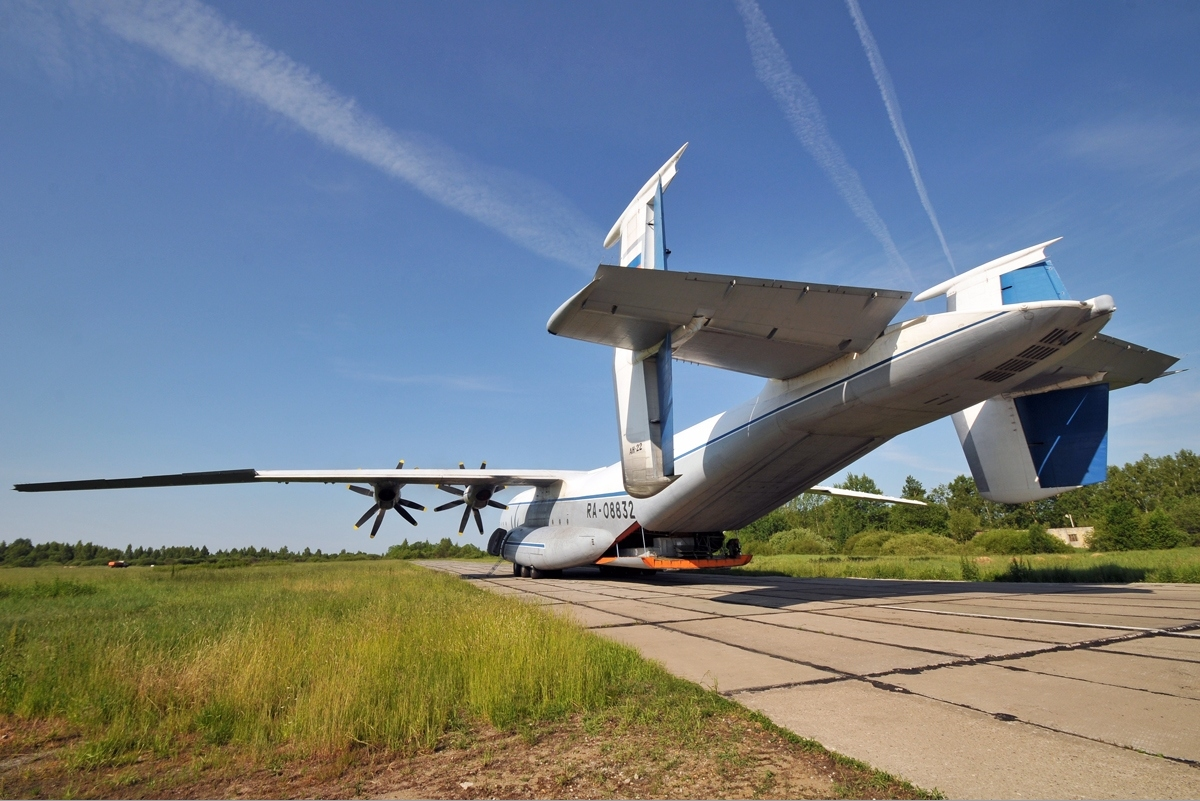
Un An-22 des forces russes, aux couleurs de la compagnie civile Aeroflot. Sa rampe de chargement est à demi-ouverte.
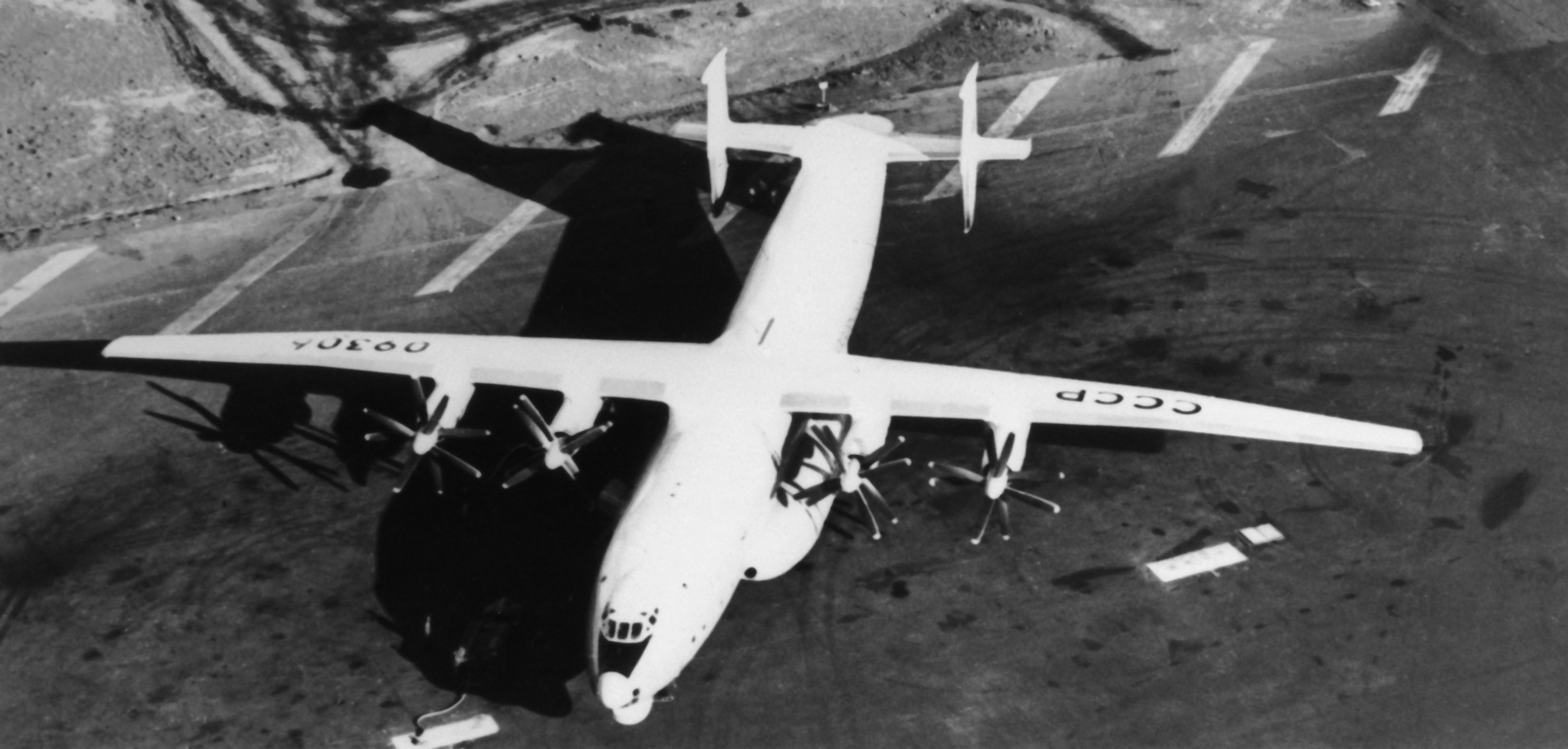
Le plus gros avion turbopropulsé jamais construit.
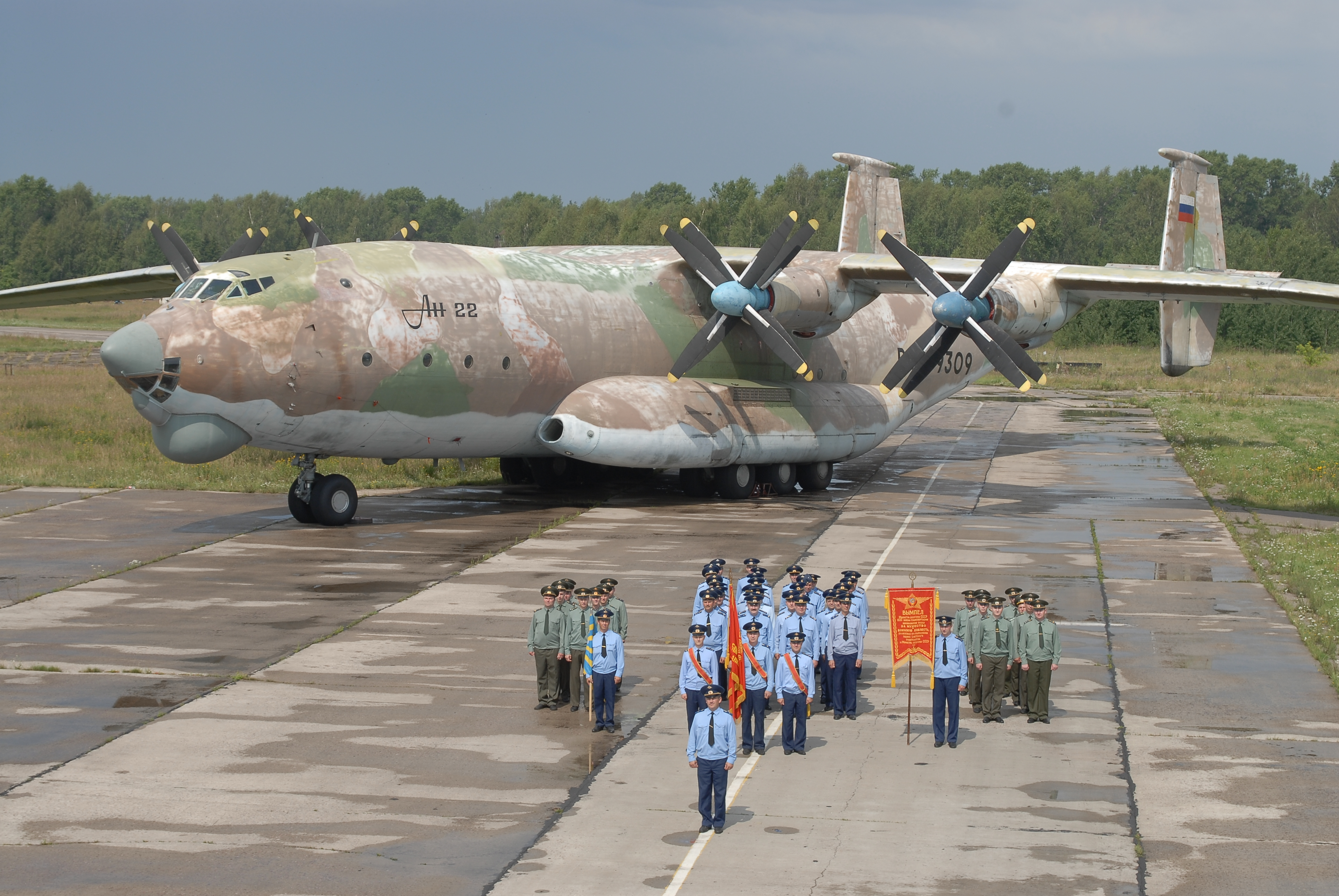
Un An-22, lors d'une cérémonie militaire. L'appareil n'est visiblement pas au mieux de sa forme.
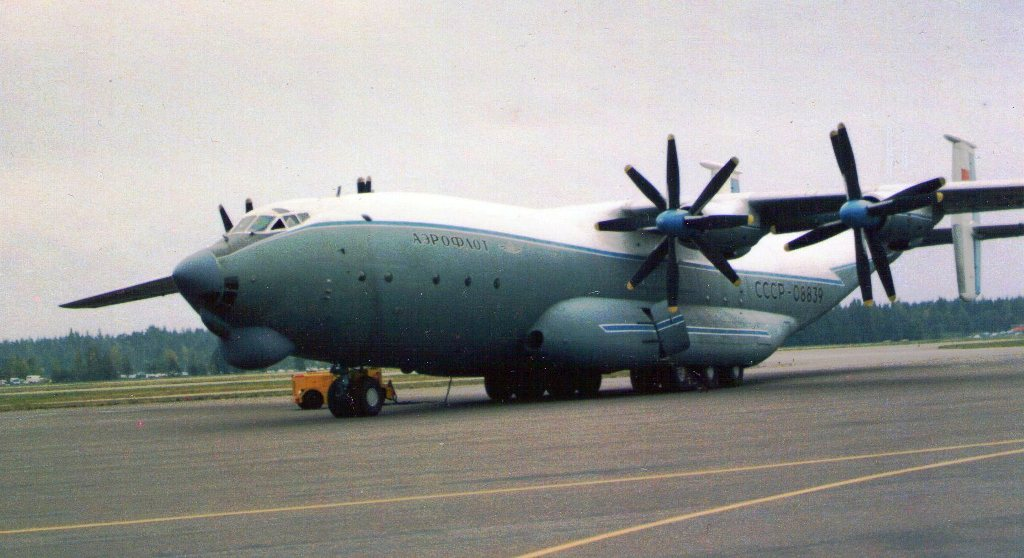
An-22 à l'aéroport d'Helsinki-Vantaa.
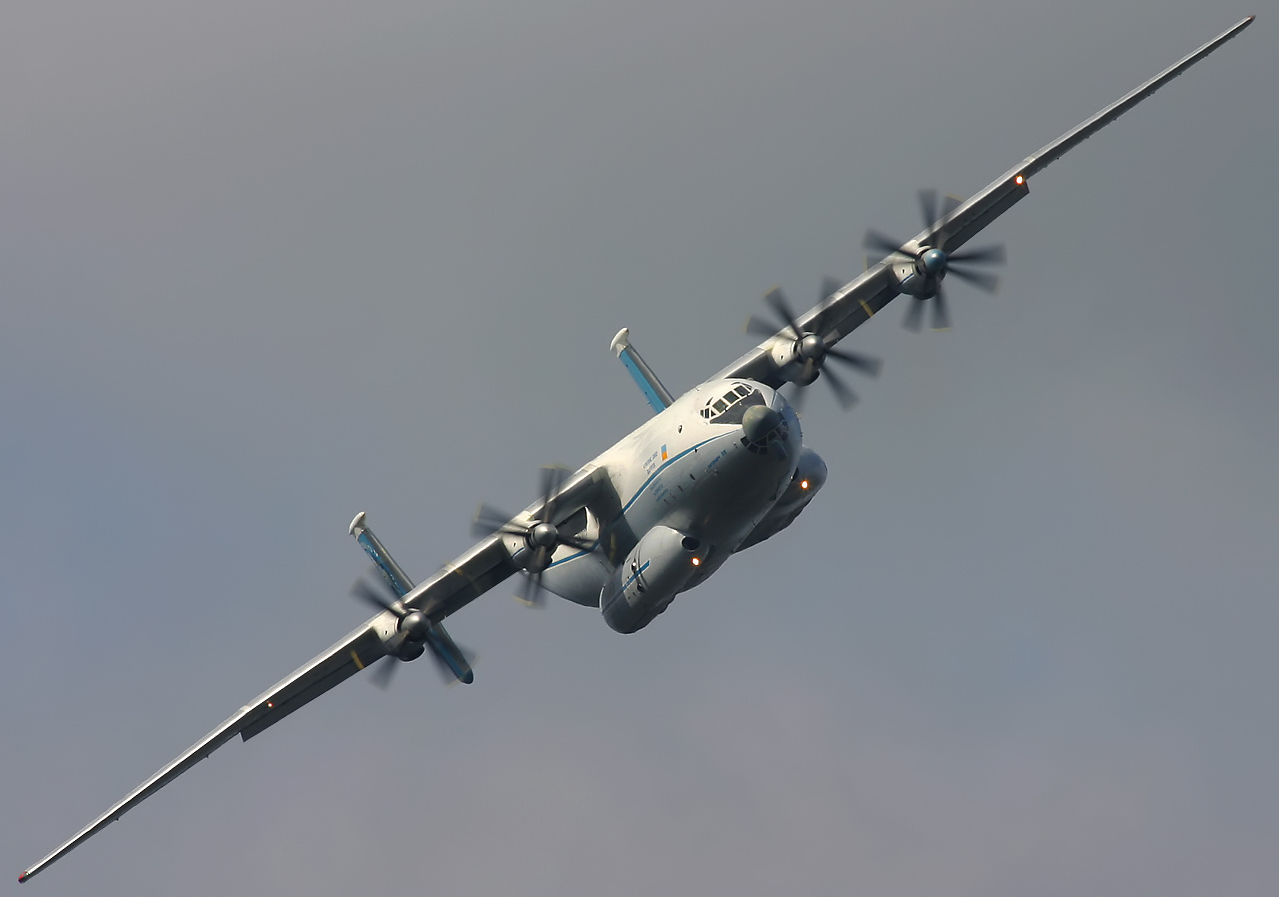
L'An-22A du bureau Antonov, survolant l'aéroport de Hostomel (UKKM).
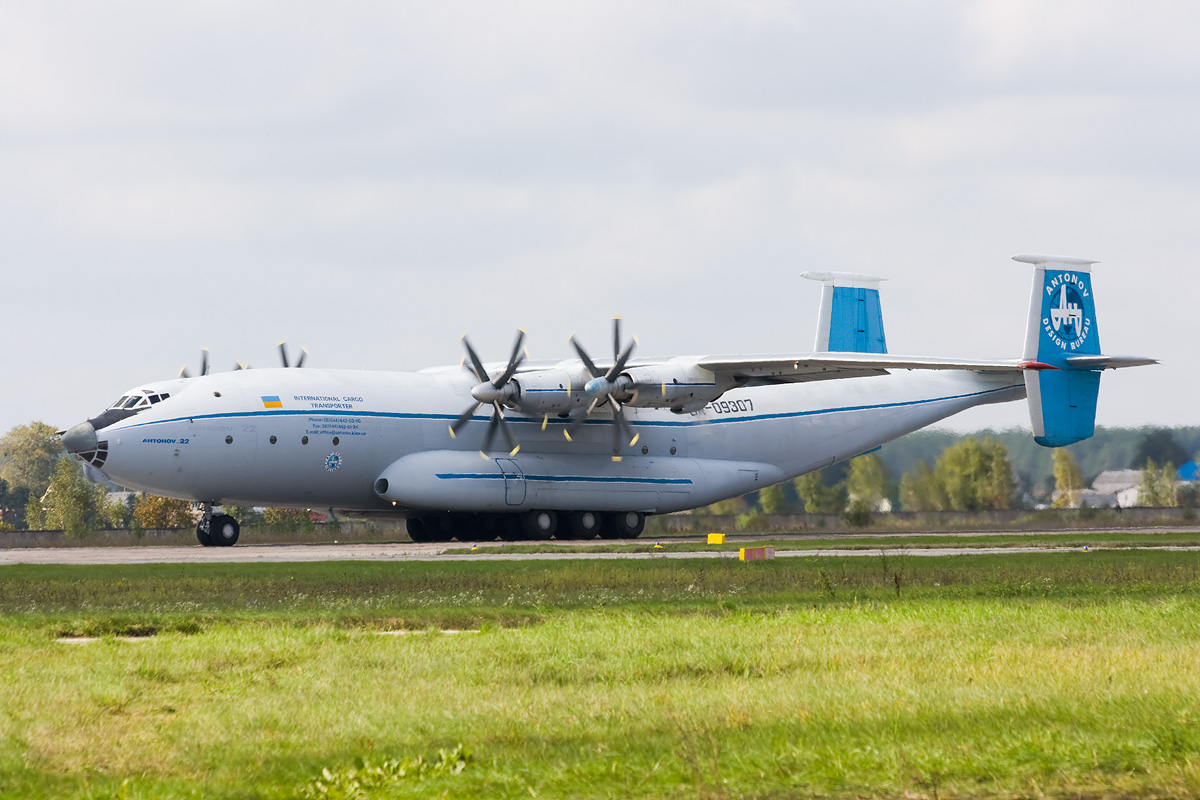
L'An-22 du bureau Antonov, au roulage.
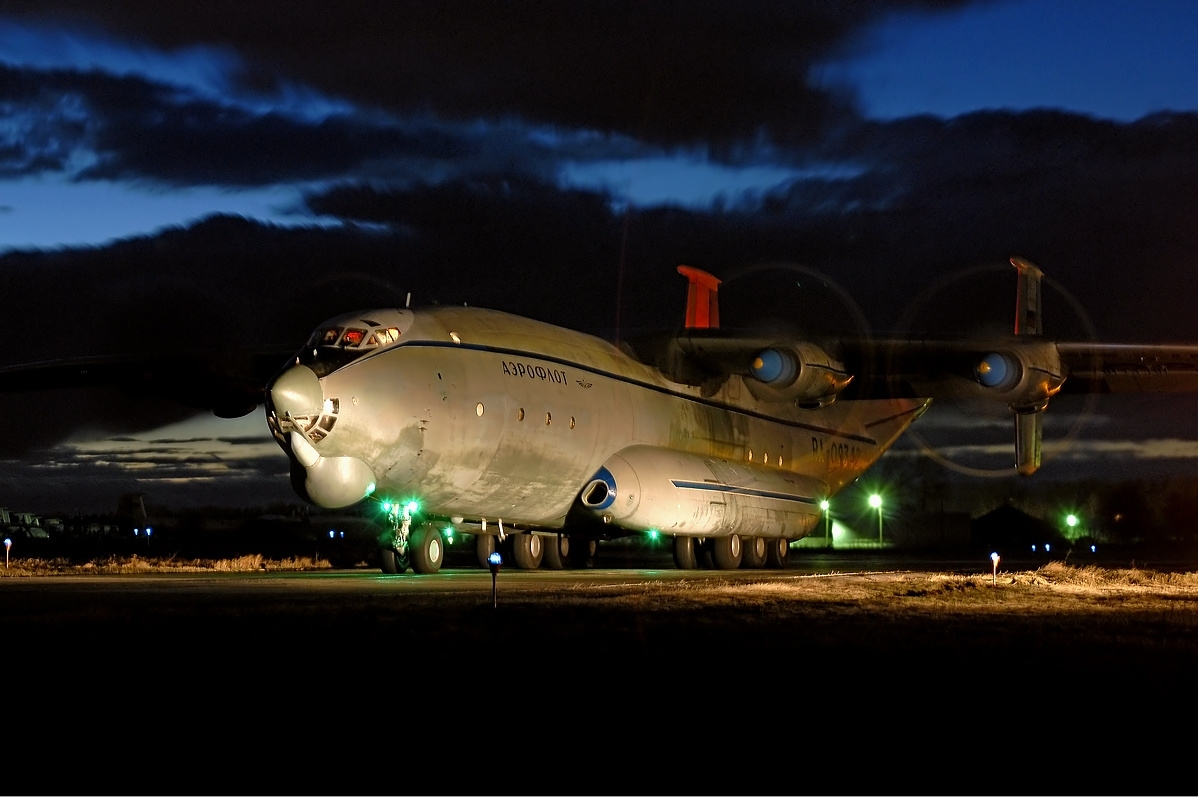
Plongé dans la nuit, un An-22 des forces russes, ici à Tver.

### Sources
- V.B. Shavrov, Histoire de la construction aéronautique en URSS.
- (en) Flight International, 3-9 octobre 2006
- (en) Pyotr Butowski, « Air Power Analysis - Russian Federation Part 2 », International Air Power Review, Norwalk, CT, AIRtime Publishing Inc., vol. 13,‎ 2004
- (en) Greg Goebel, « Antonov An-225 Mriya ("Cossack") », The Antonov Giants: An-22, An-124, & An-225, AirVectors, 1er septembre 2013 (consulté le 1er janvier 2015)
- (ru) « АН-22 Антей », Уголок неба,‎ 2004 (consulté le 1er janvier 2015)